# I. liga 1968-1969
L'edizione 1968/69 del campionato cecoslovacco di calcio vide la vittoria finale dello Spartak TAZ Trnava.
Capocannoniere del torneo fu Ladislav Petráš del Dukla Banska Bystrica con 20 reti.

## Classifica finale
|    | Classifica                        | G  | V  | N  | P  | GF | GS | DR  | Pti |
| -- | --------------------------------- | -- | -- | -- | -- | -- | -- | --- | --- |
| 1  | Spartak TAZ Trnava                | 26 | 17 | 5  | 4  | 50 | 21 | +29 | 39  |
| 2  | Slovan CHZJD Bratislava           | 26 | 12 | 10 | 4  | 35 | 18 | +17 | 34  |
| 3  | Sparta ČKD Praga                  | 26 | 12 | 5  | 9  | 36 | 27 | +9  | 29  |
| 4  | Internacionál Slovnaft Bratislava | 26 | 8  | 10 | 8  | 35 | 26 | +9  | 26  |
| 5  | Dukla Praga                       | 26 | 10 | 5  | 11 | 52 | 37 | +15 | 25  |
| 6  | Jednota Trenčín                   | 26 | 9  | 7  | 10 | 35 | 35 | 0   | 25  |
| 7  | ZVL Žilina                        | 26 | 9  | 7  | 10 | 29 | 38 | -9  | 25  |
| 8  | VSS Košice                        | 26 | 10 | 4  | 12 | 32 | 28 | +4  | 24  |
| 9  | Baník Ostrava                     | 26 | 8  | 8  | 10 | 22 | 37 | -15 | 24  |
| 10 | Lokomotíva Košice                 | 26 | 9  | 6  | 11 | 23 | 39 | -16 | 24  |
| 11 | Slavia Praga                      | 26 | 10 | 3  | 13 | 26 | 37 | -11 | 23  |
| 12 | Sklo Union Teplice                | 26 | 9  | 4  | 13 | 34 | 40 | -6  | 22  |
| 13 | Dukla B.B.                        | 26 | 10 | 3  | 13 | 39 | 41 | -2  | 21  |
| 14 | VCHZ Pardubice                    | 26 | 7  | 7  | 12 | 23 | 47 | -26 | 21  |

## Verdetti
- Spartak Trnava Campione di Cecoslovacchia 1968/69.
- Spartak Trnava ammessa alla Coppa dei Campioni 1969-1970.
- FK Dukla Banská Bystrica e VCHZ Pardubice retrocesse.